# Lestodiplosis cirsii
Lestodiplosis cirsii är en tvåvingeart som beskrevs av Barnes 1928. Lestodiplosis cirsii ingår i släktet Lestodiplosis och familjen gallmyggor. Inga underarter finns listade i Catalogue of Life.